# 神田古本まつり

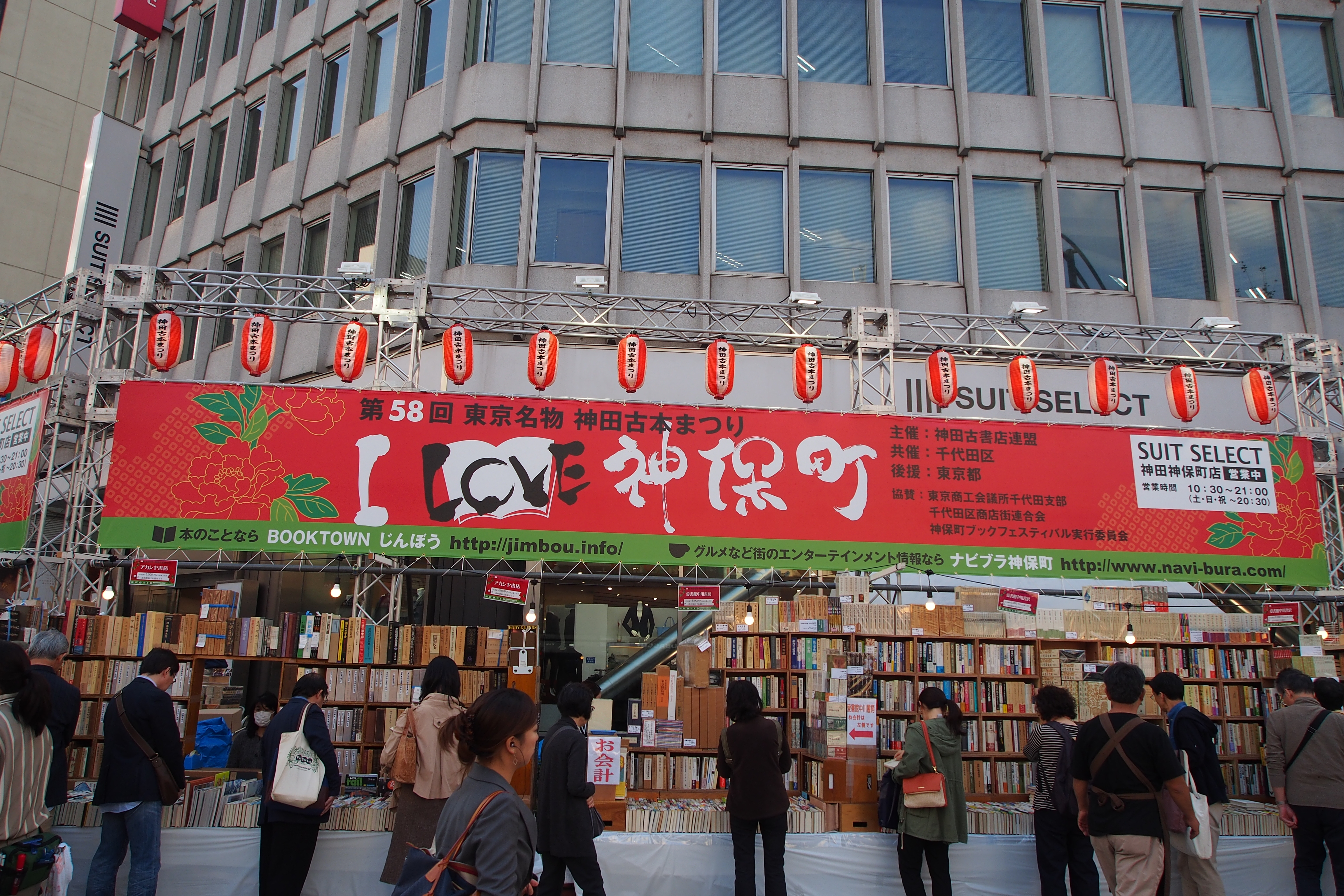
神田古本まつり（2017年）

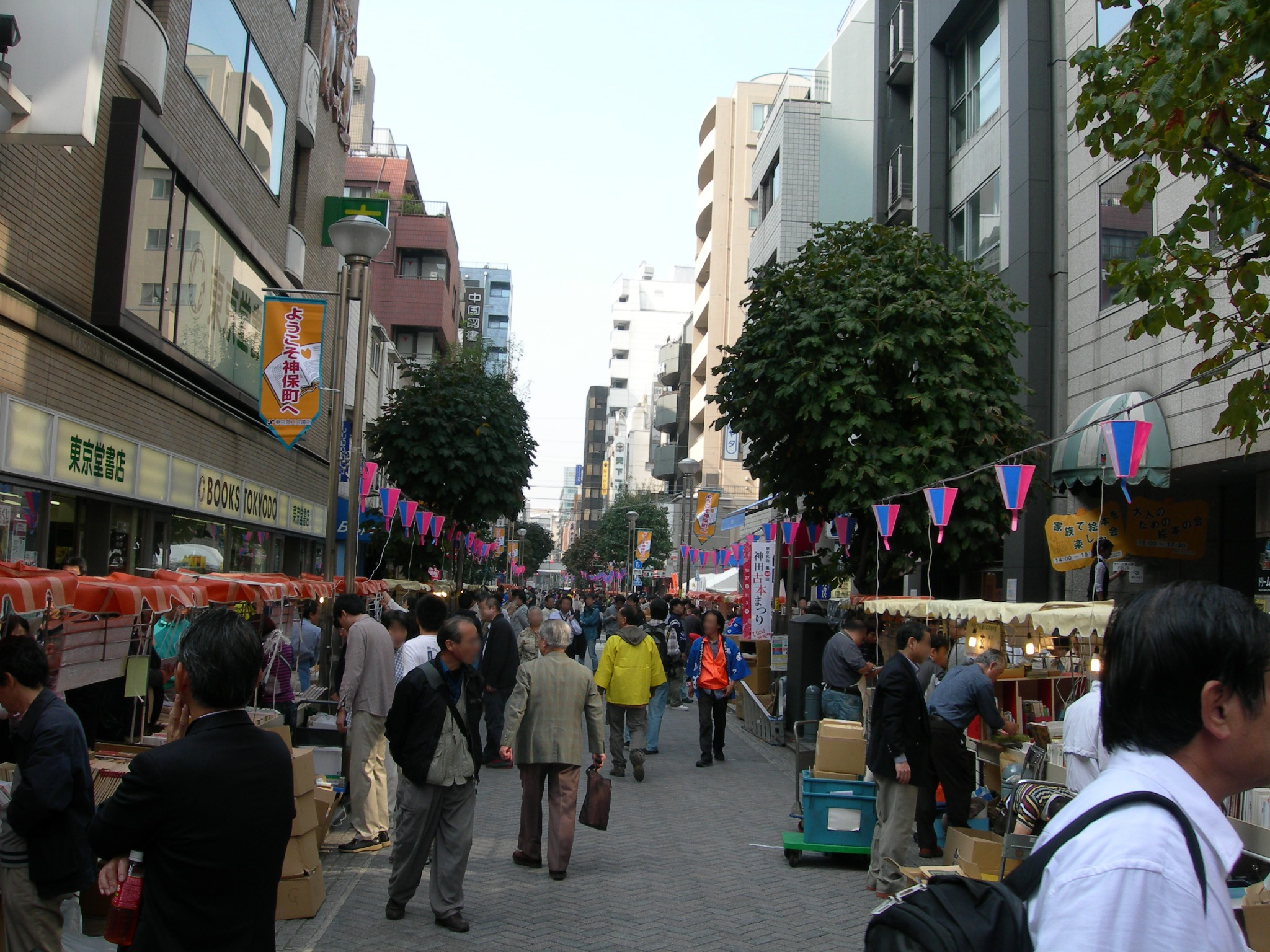
神田古本まつり開催中のすずらん通り（2009年）

神田古本まつり（かんだふるほんまつり）は、世界有数の古書店街である神田神保町で読書週間の時期に開催されるイベント。神保町で営業する古書店160店舗のうち100店舗以上が出店して靖国通り沿いの歩道が各古書店のブースで埋まり、全国から古本ファンや観光客が集まる。出品される本は純文学から写真集、学術書、芸能雑誌まで多様で、総出品数は100万冊を超える。古書店と向き合うように古本が陳列される様は「本の回廊 」と形容される。
同時期に開催される「神保町ブックフェスティバル」は新書をメインに取り扱っている。